# Clubiona sichotanica
Clubiona sichotanica là một loài nhện trong họ Clubionidae.
Loài này thuộc chi Clubiona. Clubiona sichotanica được miêu tả năm 2003 bởi Mikhailov.